# Piotr Jaroszewicz
Piotr Jaroszewicz (Nyeszvizs, Orosz Birodalom, 1909. október 9. – Varsó, 1992. szeptember 1.) lengyel kommunista politikus, katonatiszt. 1954-től 1970-ig a Lengyel Népköztársaság miniszterelnök-helyettese, majd 1970-től 1980-ig hazája miniszterelnöke volt.

## Élete
Középiskolai tanulmányait Jasło városában fejezte be, majd a mazóviai Garwolin kisvárosban kezdett el dolgozni tanárként. A második világháború kirobbanását, Lengyelország lerohanását követően a szovjet megszállás alatt álló országrészbe szökött. Feltételezések szerint Pinszkben helyezkedett el gimnáziumi tanárként, csupán annyi bizonyos, hogy első feleségével és 1940-ben született leányával együtt 1940. július 10-én Sztolinból deportálták az Arhangelszki terület Krasznoborszki rajonjában található Szlobodkába. 1943-ban csatlakozott a Zygmunt Berling tábornok parancsnoksága alatt álló, a Szovjetunióban megalakult Első Lengyel Hadsereghez, a következő évben pedig a Lengyel Munkáspárt tagja lett, egyúttal az Első Lengyel Hadsereg helyettes politikai biztosának nevezték ki.
A második világháború lezárultát követően, 1945-től 1950-ig hadügyminiszter-helyettesként tevékenykedett. Megalakulásakor, 1948-ban beválasztották a Lengyel Egyesült Munkáspárt (LEMP) központi bizottságának tagjai közé. 1952-től a Bolesław Bierut, majd 1954-től 1970-ig a Józef Cyrankiewicz vezette kabinet miniszterelnök-helyettese volt. 1954-től 1956-ig átmenetileg ő irányította a bányaipari minisztérium munkáját. Ezzel párhuzamosan 1956-tól Lengyelország nagykövete volt a Kölcsönös Gazdasági Segítség Tanácsában (KGST), 1964-ben pedig a LEMP politikai bizottságának tagja lett.
1970 decemberétől – Cyrankiewiczet váltva a poszton – Lengyelország miniszterelnöke volt. Az Edward Gierek és az ő nevéhez fűződő gazdaságpolitikai intézkedések 1976 után tiltakozások egész sorát váltották ki országszerte. Miután a Szolidaritás betiltására tett erőfeszítései sikertelennek bizonyultak, 1980 februárjában minden tisztségétől megvált, s a következő évben a pártból is kizárták.
1992 szeptemberében, varsói otthonában második feleségével együtt máig nem tisztázott körülmények között gyilkosság áldozata lett.

## Fordítás
- Ez a szócikk részben vagy egészben  a   Piotr Jaroszewicz című angol Wikipédia-szócikk ezen változatának fordításán alapul.  Az eredeti cikk szerkesztőit annak laptörténete sorolja fel. Ez a jelzés csupán a megfogalmazás eredetét és a szerzői jogokat jelzi, nem szolgál a cikkben szereplő információk forrásmegjelöléseként.